# Juan Mendoza Vega
Juan Mendoza Vega (Chinácota, Norte de Santander; 15 de febrero de 1933-Bogotá, 7 de octubre de 2017) fue un neurocirujano, bioeticista, periodista, humanista y profesor colombiano. Fue presidente de la Academia de Medicina de Colombia.

## Biografía
Juan Mendoza Vega nació en Chinácota, Norte de Santander donde se radicó a Bogotá a estudiar medicina y cirugía en la Universidad Nacional de Colombia, se especializó en Neurocirugía y Electroencefalografía. Ocupó la plaza de profesor universitario en la Facultad de Medicina de la Universidad Nacional y en el Colegio Mayor de Nuestra Señora del Rosario, donde fue catedrático de Historia de la Medicina y Ética Médica. Además, desempeñó los puestos de director científico en la Fundación Instituto Neurológico de Colombia y de presidente de la Fundación pro Derecho a Morir Dignamente.
Perteneció a la Academia Nacional Medicina de Colombia, donde fue secretario, vicepresidente y presidente. Asimismo, fue miembro honorario de la Asociación Colombiana de Periodismo Científico, profesor emérito del Hospital Militar Central de Bogotá y miembro de la Asociación Colombiana de Neurocirugía. Se destacó como columnista del diario El Espectador entre 1954 y 1998. Una colección de sus columnas se publicó con el título Cuarenta años de periodismo médico (2002).
Entre sus obras merecen especial mención Lecciones de historia de la medicina (1989); Dolor: fisiopatología, psiquiatría, manifestaciones y tratamiento (1990) y Hacia una medicina más humana (1997). Publicó también los poemarios Los mares interiores (2001) y Segunda bitácora (2006).